# 渡头庄
渡头庄是中国广东省广州市从化区的一个自然村。在太平镇南面约100米，属太平村管辖。清朝建村。1998年时，全村人口135人。